# 鲁斯蒂·拉鲁
鲁斯蒂·拉鲁（英語：Rusty LaRue，1973年12月10日—），美国NBA联盟职业篮球运动员。